# Командитно друштво
Командитно друштво је друштво са најмање једним или више лица која могу бити комплементари, и најмање једним или више лица која могу бити командитори, који се удружују ради обављања одређене делатности под заједничким пословним именом и чији је циљ стицање профита.
У овом друштву барем један ортак одговара неограничено и солидарно за обавезе према повериоцима друштва, а барем један одговара ограничено до висине свог улога у друштву. Ово је кључно обележје овог типа предузећа које га чини различитим од ортачког друштва.
Командитно друштво за своје обавезе одговара својом целокупном имовином.

## Чланови командитног друштва
Са становништва одговорности према трећим лицима командитно друштво има две врсте чланова, то су комплементари и командитори:
- Комплементари воде пословање друштва и одговарају за његове обавезе неограничено солидарно, тачније целокупном својом имовином.
- Командитори не учествују у вођењу пословања друштва, и ограничено у висини свог улога, одговарају за обавезе друштва.

Чланови овог друштва могу да буду правна и физичка лица, с тим да комплементари могу бити само физичка лица, а командитори могу да буду и физичка и правна лица.
Комплементари имају исти статус као и ортаци у ортачком друштву, што значи да раде у друштву, воде друштво и одговарају неограничено солидарно за обавезе друштва.
Ово није случај са командиторима који немају обавезу да раде у друштву, а немају обавезу ни да одговарају за обавезе друштва, они су обавезни само да унесу одређени улог у друштво на основу кога учествују у расподели остварене добити или покривају губитке.
За стицање чланства у овом типу друштва није потребна сагласност командитора.

## Предности и недостаци командитног друштва

### Предности командитног друштва су:
- ограничена одговорност командитора
- преносивост удела у друштву
- пореске погодности
- независност менаџмента од промене ортака
- трајност пословања
- разнолики извори капитала

### Недостаци командитног друштва су:
- неограничена одговорност комплементара за обавезе друштва
- забрана управљања пословањем друштва
- командитно друштво може бити субјект опорезивања
- формалности и регулаторни захтеви за извештавањем
- значајни правни и организациони трошкови.

## Оснивање командитног друштва
Полазећи од појма командитног друштва, као друштва које мора имати две врсте чланова, то са становишта оснивања значи да морају постојати најмање два лица, од којих једно мора бити у својству комплементара, а друго у својству командитора.

### Поступак оснивања
Уговор је оснивачки акт овог друштва и једини правни акт конститутивног значаја за ово друштво. Уговор о оснивању овог друштва обавезно се прилаже уз пријаву за његову регистрацију, те отуда земље које признају правни субјективитет овом друштву, међу њима и наша, инсистирају на његовом обавезном састављању у писаном облику (битна форма - ад солемнитатем), што није случај са земљама које му не дају правни субјективитет. Поред оснивачког акта, командитно друштво може имати и посебан акт – уговор ортака друштва, који се не прилаже регистру, а којим ортаци могу ближе да уреде своје међусобне односе, као и односе са командитним друштвом, чиме се растерећује конститутивни акт непотребног садржаја, а са друге стране, омогућује ортацима да ближе уреде управљање друштвом и своје међусобне односе.

### Оснивачки улог
Применом прописаних решења за ортачко друштво, чији модалитет представља ово друштво, може се закључити да улог у ово друштво може да се састоји у новцу, стварима и правима израженим у новчаној вредности. Командитно друштво може се, по правилу, оснивати само симултаним начином, што значи да се улози свих ортака друштва, према преузетој обавези из уговора о оснивању друштва, морају у целости унети у имовину друштва до његове регистрације, јер је подношење доказа о томе услов за регистрацију друштва. Ипак, дозвољена је могућност супротног уговарања, отуда се у том случају може разликовати регистровани улог (који је унет у имовину друштва) и уговорени улог (који може бити само већи од регистрованог) командитора.

### Уговор о командитном друштву
Закон о привредним друштвима не помиње изричито оснивачки акт командитног друштва, али из уговорне природе друштва, као и других одредби и закона, може се закључити да је то Уговор о оснивању командитног друштва.
Према нашем закону обавеза је да се уговор о оснивању приложи уз пријаву за његову регистрацију. Уговор о командитном друштву треба да обухвати целокупан споразум између свих чланова друштва и комплементара и командитора. Нека од важнијих питања која требају бити уређена споразумом о командитном друштву су следећа:
- назив друштва
- делатност друштва
- седиште друштва
- трајање друштва
- имена и адресе чланова друштва
- означење статуса чланова друштва
- улога чланова друштва у капиталу друштва
- одговорност чланова међу собом
- одговорност чланова према трећим лицима
- дужност чланова друштва
- управљање пословима друштва
- пренос удела
- промене чланова услед иступања, искључења или смрти
- подела профита и губитка
- престанак друштва
- и друга питања

### Регистрација командитног друштва
Наш закон прописује обавезу регистрације командитног друштва. Према Закону о привредним друштвима регистрација командитног друштва, за разлику од ортачког друштва, је обавезна и услов је да би се командитори могли позвати на својство ограничене одговорности. У противном, сви чланови командитног друштва у погледу њиховог положаја, по овом закону, сматрају се ортацима.
Регистрација командитног друштва врши се достављањем Изјаве или Уговора, потписаног од стране свих чланова друштва Централном регистру за привредне субјекте, који садржи следеће податке:
- назив друштва и ознаку да је друштво основано као командитно
- седиште друштва
- рок на који се друштво оснива и датум почетка обављања делатности
- име и презиме и матични број, односно назив сваког члана друштва
- име сваког лица које има својство командитора
- улог командитора и дали је улог у новчаном или неновчаном облику

### Органи
Као и ортачко друштво и командитно друштво у суштини нема посебне органе типа друштва капитала, независно од тога како је уређено обављање пословођења(као и заступање). Ипак, за разлику од нашег Закона о привредним друштвима, који изричито искључује командитора из обављања послова вођења друштва, нека друга права омогућују да се уговором о оснивању овог друштва пословођење повери командиторима, па чак и искључиво командиторима, уз искључење комплементара, с тим што су командитори тада дужни да се придржавају упутства комплементара и што командитори тада имају права и обавезе комплементара.

## Начин управљања и заступање
За разлику од комплементара, командитора не терети обавеза управљања друштвом и обавеза вођења послова друштва. Функцију управљања друштвом врше сви, неколицина или један комплементар или посебан орган (који могу чинити и комплементари и спољна специјализована лица), или спољно специјализовано лице (прокуриста), али никада командитор. Ипак, управљање обухвата само послове које улазе у тзв. редовну делатност друштва (реч је о пословима из регистроване делатности друштва). Кад је пак реч о пословима које прелазе овај оквир (ванредни послови), у неким правима се тражи одлука у складу са оснивачким уговором свих ортака друштва (дакле и командитора и комплементара који евентуално не учествују у управљању и пословођењу), док у другим правима командитори имају само тзв. право противљења (протеста) против обављења таквих послова од стране комплементара овлашћених на пословођење, док немају право да учествују у доношењу одлуке на начин утврђен уговором о оснивању, већ одлуку (једногласност, ако друкчије није уговорено) доносе сви комплементари, осим ако постоји опасност од одлагања.

## Међусобни односи чланова командитног друштва
Командитно друштво се састоји од две врсте чланова и ови чланови су подвргнути различитим законским правима и обавезама, при чему једно исто лице може бити у положају само једне категорије чланова. Чак када се једно лице јави у својству комплементара и командитора у истом друштву, оно ће у том случају имати сва права комплементара, док ће само његов улог у друштву као командитора уживати заштиту на исти начин као и улог било којег другог командитора.

### Права и обавезе комплементара
Права и обавезе комплементара иста су као и права и обавезе ортака у ортаклуку, односно на њих се примењују одредбе које важе за Ортачко друштво. Право на вођење послова друштва је лично право сваког комплементара, које се не може преносити на треће лице, осим ако се са тим сагласе сви комплементари или ако се изричито предвиди уговором. 
Комплементар има обавезу лојалности друштву и подлеже правилима за случај кршења забране конкуренције друштву која важе за ортаке. 
Управљање друштвом припада комплементарима и одлуке о редовном пословању командитног друштва доносе се простом већином гласова комплементара, уколико уговором о оснивању друштва није друкчије предвиђено.

### Права и обавезе командитора
Командитор је више виђен као инвеститор, него као стварни ортак у друштву. Има мало права у односу на права која су дата ортацима у ортаклуку, и према томе мало обавеза. Њихова основна обавеза је да унесу улоге у друштво који према Закону о привредним друштвима могу бити у новцу или стварима и правима која се процењују, а не могу бити у раду или услугама. 
Током трајања друштва командитор не може, посредно или непосредно, повлачити или примати натраг било који део свог улога, у противном, одговоран је за обавезе друштва до висине улога који је повукао или примио назад.
Командитор не учествује у управљању пословањем друштва и није овлашћен да закључује уговоре који обавезују друштво.
Командитори се не могу противити вођењу послова друштва од стране комплементара уколико се оно врши на уговорени начин. 
Командитори имају право на тужбу за одузимање пословодства одређеном комплементару овлашћеном за пословодство, ако он теже повреди неку своју дужност, или ако се покаже неспособним за вршење пословодства. 
Командитор може, у било које време, сам или преко представника, испитати књиговодство друштва и утврдити стање и могућности развоја пословања друштва и ова питања разматрати са осталим члановима друштва.

## Односи комплементара и командитора
Комплементари дугују фидуцијарну дужност командиторима. Једини комплементар командитног друштва дугује командиторима чак већу дужност него што је редовно наметнут ортацима, посебно када комплементар има већински удео у друштву. Дужност комплементара, који врши потпуно управљање и има контролу над пословањем друштва, може се упоредити са фидуцијарним односом корпоративног директора према акционарима.

## Промене у командитном друштву
Регистрација промена од посебног је значаја за стално ажурирање одређених података који су обавезно предмет регистрације и публикације. Закон о привредним друштвима прописује да је командитно друштво дужно, да у року од 7 дана од дана промене, достави, Централном регистру за привредне субјекте, прописану изјаву којом се констатују промене у свим случајевима када се у друштву промени:
- назив друштва
- седиште друштва
- време трајања друштва,
- члан друштва или подаци о члановима друштва,
- висина улога командитора,
- врста одговорности чланова друштва.

Регистрација промене се врши на обрасцу прописаном упутством о начину рада Централног регистра за привредне субјекте и обрасцима за упис, који је истоветан обрасцу за почетну регистрацију, с тим што се овом приликом маркира опција за промену података дата у заглављу овог формулара. За неблаговремено извршење ове обавезе овим законом прописане су казнене санкције.

### Достављање и објављивање података
Поред обавезне регистрације прописује се и обавезна публикација података о овим променама. Ове уобичајене промене у командитном друштву, укључују пријем нових комплементара, пријем нових командитора, повлачење из друштва једне или друге врсте чланова и пренос удела.

### Приступање новог комплементара
За пријем новог комплементара у друштво није потребна сагласност командитора.

### Приступање новог командитора
Неко лице може приступити друштву као командитор, директним стицањем удела од постојећег командитора. Стицалац удела постаје члан друштва у обиму у којем је преносилац на њега пренео права. 
Нови командитор може првенствено бити примљен сагласно одредбама уговора о командитном друштву. Како пренос удела доводи и до промене члана друштва, то ова промена подлеже не само обавезној регистрацији, већ и обавези публикације. 
Уколико се удео командитора пренесе на треће лице, обавештење о томе доставља се Службеном листу РС на објављивање, а права по основу тог удела стичу се даном објављивања тог обавештења. 
До промене на страни командитора може доћи и променом статуса комплементара. Због различитог положаја чланова у командитном друштву свака промена њиховог статуса од посебног је интереса за трећа лица.
Закон о привредним друштвима прописује обавезну регистрацију, сваке промене, врсте одговорности чланова друштва. Уколико комплементар постане командитор у друштву, обавештење о томе објављује се у Службеном листу РС, а својство командитора стиче даном објављивања тог обавештења.

### Повлачење комплементара
Укључује добровољно иступање комплементара из друштва и пренос удела комплементара. Комплементар може иступити из друштва у било које време давањем писменог обавештења осталим члановима. Међутим, ако комплементар иступи из друштва противно одредбама споразума, онда друштво може да се од комплементара који се повлачи наплати за штету причињену кршењем споразума.

### Повлачење командитора
Командитно друштво не престаје услед смрти, стечаја или повлачења командитора. У том случају његови правни следбеници или заступници његове заоставштине постају сукцесори свих његових права са циљем обрачуна његове имовине. Командитор може иступити из друштва у време одређено споразумом о командитном друштву или неком другом споразуму између чланова. Осим ако није друкчије одређено у споразуму, командитор може иступити из друштва у било које време. Командитор који се повлачи има право да прими раздео који је предвиђен уговором.

## Финансијска структура командитног друштва

### Улози у капиталу друштва
Основни концепт командитног друштва је да командитор мора унети утврђени улог у друштво и са њим преузети ризик. У погледу природе улога, улози командитора могу бити у новцу или стварима и правима која се процењују. Улог командитора не може бити у раду или пружању услуга друштву. Предмет улога ствар је уговорне воље чланова друштва.

### Профит и губици друштва
Опште је правило да се профит и губици командитног друштва проистекли из улога и залагања чланова, деле између чланова у складу са уговором.

### Приходи и исплате
Приход командитног друштва се реинвестира у командитно друштво или исплаћује комплементарима и командиторима како је одређено уговором. Споразумом се може предвидети обавезна исплата дела прихода командиторима или се може о том питању дати велика дискреција комплементарима.
Чланови командитног друштва дужни су да плате порез на износ који им је распоређен, без обзира да ли је тај износ и стварно био њима дистрибуиран или реинвестиран у друштво.

## Дисолуција и ликвидација командитног друштва

### Дисолуција командитног друштва
Поступак престанка командитног друштва укључује неколико корака. Када једном дође до дисолуције командитног друштва, друштво не престаје док се не окончају послови командитног друштва, измире његова дуговања и преостала имовина расподели његовим члановима, што обухвата поступак ликвидације. 
До дисолуције командитног друштва долази ако наступи неки од следећих догађаја: 
- истекне време одређено у споразуму
- наступи догађај одређен писменим споразумом
- ако се писмено сагласе сви чланови о престанку друштва
- у случају добровољног повлачења комплементара
- у случају преноса удела комплементара
- искључење комплементара у складу са споразумом
- наступи смрт или стечај комплементара
- доношење судске одлуке да је комплементар који је физичко лице неспособан да управља собом или својом имовином
- доношење судске одлуке о дисолуцији друштва

Повлачење комплементара не проузрокује дисолуцију, ако постоји најмање још један комплементар, а уговор допушта настављање друштва под тим околностима.

### Ликвидација командитног друштва
У случају престанка командитног друштва, пословање друштва окончавају комплементари. Комплементари врше ликвидацију друштва значи да сви они могу бити ликвидатори.

### Дистрибуција имовине
У већини случајева имовина дисолвираног командитног друштва се исплаћује док се не исцрпи, следећим редом: 
- повериоцима друштва, укључујући и чланове који су кредитори, да би се извршиле обавезе према трећим лицима
- члановима друштва као исплата било којег раздела који им се дугује према споразуму
- члановима друштва као повраћај њиховог улога
- члановима друштва као провраћај њиховог удела у друштво у истој сразмери у којој чланови имају удела у расподели

## Правни извори
- Закони
- Општа правна начела
- Судска (и арбитражна) пракса
- Аутономни извори компанијског права
- Правна наука[7]